# Michal Truban
Michal Truban (* 22. října 1983 Kysucký Lieskovec) je slovenský podnikatel a politik, od října 2023 poslanec Národní rady SR za Progresívne Slovensko, jemuž v letech 2019 až 2020 předsedal.

## Život
V rodném Kysuckém Lieskovci navštěvoval v dětství základní školu. Poté studoval na Střední průmyslové škole stavební v Žilině. Během studií založil hostingovou společnost Websupport. V letech 2002 až 2009 studoval aplikovanou informatiku na Fakultě elektrotechniky a informatiky Slovenské technické univerzity v Bratislavě. V roce 2015 byl na Slovensku vyhlášen IT osobností roku a také blogerem roku. Truban během své kariéry založil také několik různých startupů. V únoru 2019 se nicméně rozhodl plně věnovat své politické kariéře a prodal svůj podíl ve firmě Websupport.
V minulosti žil v Jacksonville na Floridě. V letech 2015 až 2019 byl ženatý s Dominikou Fričovou.

### Politické působení
V roce 2017 stál u zrodu Progresivního Slovenska. V květnu 2019 se stal předsedou tohoto hnutí jako jediný kandidát na funkci, když dosavadní předseda Ivan Štefunko uvedl, že funkci předsedy již nebude obhajovat. V parlamentních volbách na Slovensku v roce 2020 byl lídrem kandidátní listiny Progresivního Slovenska. Získal celkem 75 962 preferenčních hlasů, ale nebyl zvolen, protože hnutí (kandidující v koalici se stranou SPOLU) nezískalo v Národní radě SR žádný mandát. Po tomto volebním neúspěchu dne 1. března 2020 rezignoval na funkci. Na sněmu hnutí konaném v červnu 2020 na funkci předsedy hnutí sice opět kandidoval, ale prohrál v souboji s Irenou Bihariovou. Dne 6. června 2020 se tak stal místopředsedu hnutí.
Ve své politické agendě se zaměřuje na téma digitalizace, jejíž rozvoj propaguje. Vedle toho je známý jako protikorupční aktivista. Je příznivcem legalizace měkkých drog, sám se přiznal k užívání marihuany a LSD.